# Allocerus spencei
Allocerus spencei är en skalbaggsart som först beskrevs av Kirby 1818.  Allocerus spencei ingår i släktet Allocerus och familjen långhorningar.
Artens utbredningsområde är:
- Paraguay.
- Uruguay.

Inga underarter finns listade i Catalogue of Life.